# ماري فرايزل
ماري فرايزل (في وقت لاحق أصبح لقبها ثومسون، 27 يناير 1913 – 12 أكتوبر 1972) كانت رياضية كندية تنافست في دورة الألعاب الأولمبية الصيفية عام 1932 .
ولدت في نانيامو إي (كولومبيا البريطانية) وتوفيت في شمال فانكوفر .
تنافست فريزيل لصالح كندا في دورة الألعاب الأولمبية الصيفية لعام 1932 التي أقيمت في لوس أنجلوس بالولايات المتحدة في سباق 4 × 100 متر حيث فازت بالميدالية الفضية مع زميلاتها ميلدريد فيزيل وليليان بالمر وهيلدا سترايك اللتين فازتا بالميدالية الفضية في سباق 100 متر. في حدث 100 متر تم اقصاؤها في الدور نصف النهائي
في دورة ألعاب الإمبراطورية البريطانية عام 1934 ، احتلت المركز الرابع في مسابقة الوثب الطويل.
وواصلت دعم لاعبي المسار والميدان من خلال التدريب، وخدمت في الاتحاد الرياضي النسائي للهواة والعمل كقائد نسائي لألعاب الإمبراطورية البريطانية عام 1954 (ألعاب الكومنولث).
خسرت ماري معركة طويلة مع السرطان في عام 1972 عن عمر يناهز 59 عاما. وقد تركت خلفها زوجها جيلبرت ثوماسون وبناتها لويز وفونا.
في مايو 2007 ، تم إدراج إسمها في قاعة مشاهير كولومبيا البريطانية باعتبارها من الرائدات  نسخة محفوظة 13 نوفمبر 2012 at wayback.archive-it.org .

## روابط خارجية
- ماري فرايزل على موقع اللجنة الأولمبية الدولية (الإنجليزية)
- ماري فرايزل على موقع أوليمبيديا (الإنجليزية)
- ماري فرايزل على موقع اتحاد ألعاب الكومنولث (مؤرشف) (الإنجليزية)
- sports-reference.com